# کارلوس قازاریان
کارلوس باگراتی قازاریان (ارمنی: Կառլոս Բագրատի Ղազարյան؛  زادهٔ ۴ سپتامبر ۱۹۴۰) فرد نظامی، سیاستمدار اهل ارمنستان است که عضو شورای عمومی جمهوری ارمنستان از ۱ مه ۲۰۰۹ تا تاکنون است

## زندگی‌نامه
وی در ۴ سپتامبر ۱۹۴۰ ‏ در باکو به دنیا آمد و از آکادمی نظامی فرونزه (۱۹۶۸) و آکادمی وزارت امور داخلی اتحاد جماهیر شوروی (۱۹۷۷) فارغ‌التحصیل گشت. همچنین برندهٔ جوایزی همچون نشان پرچم سرخ کار، مدال مارشال باقرامیان، مدال به مناسبت یکصدمین سالگرد تولد ولادیمیر ایلیچ لنین، مدال بیستمین سال پیروزی در جنگ بزرگ میهنی (۱۹۴۵–۱۹۴۱) شده است.

## یادداشت
1. ↑  ՀՀ Ներքին գործերի նախարար